# DexDrive

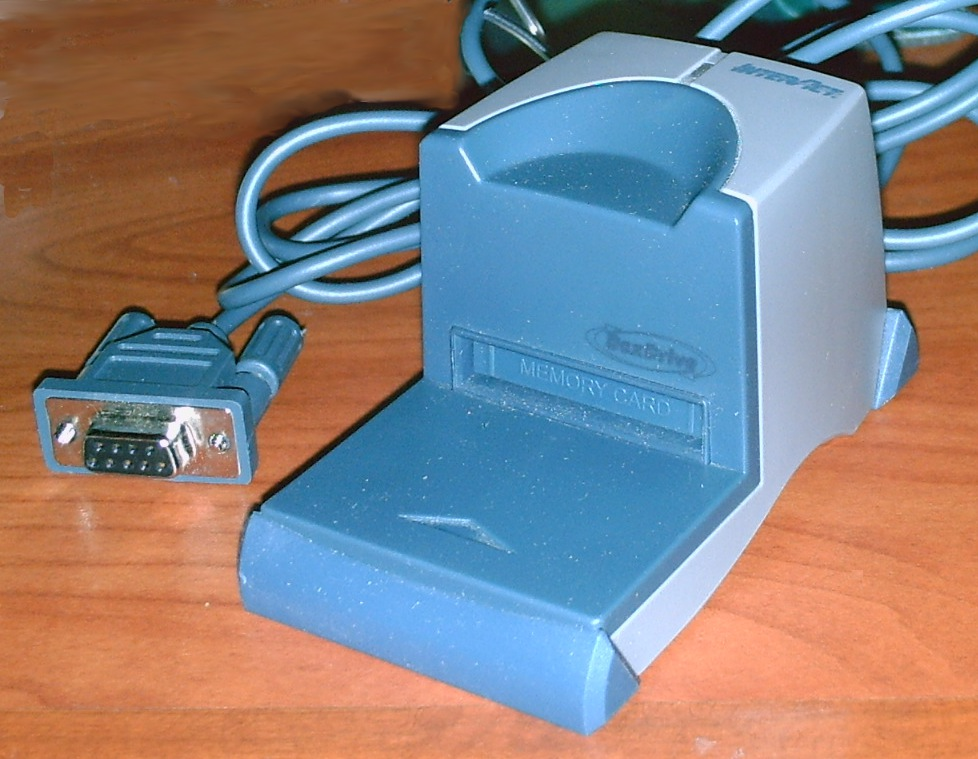
DexDrive para PlayStation.

DexDrive é uma marca de leitores de cartão de memória de consoles de jogos que permitia o acesso aos dados por um PC. Os produtos DexDrive foram feitos pela agora extinta InterAct para uso com cartões de memória de PlayStation e Nintendo 64. Foi lançada em 1998.